# Otakar Mareček
Otakar Mareček (ur. 14 czerwca 1943 w Pradze, zm. 25 stycznia 2020) – czeski wioślarz reprezentujący Czechosłowację, brązowy medalista olimpijski.

## Kariera
Wystąpił na igrzyskach olimpijskich w Meksyku w 1968, zajmując piąte miejsce w ósemkach. Na rozgrywanych cztery lata później igrzyskach olimpijskich w Monachium startował w czwórkach ze sternikiem. Osada Czechosłowacji w składzie: Otakar Mareček, Karel Neffe, Vladimír Jánoš, František Provazník i Vladimír Petříček zajęła trzecie miejsce. W wyścigu finałowym przegrali o 3,79 sekundy z osadą RFN, a o 2,34 sekundy szybsza była osada NRD. Brał też udział w igrzyskach olimpijskich w Montrealu w 1976, gdzie w czwórkach ze sternikiem zajął czwarte miejsce. Walkę o brązowy medal Czechosłowacy przegrali z reprezentantami RFN o 0,19 sekundy.
W czwórkach ze sternikiem zdobywał również brązowe medale na mistrzostwach Europy w Duisburgu (1965) i mistrzostwach Europy w Moskwie (1973). Ponadto był też trzeci w ósemkach na mistrzostwach Europy w Kopenhadze (1963).
Po zakończeniu kariery został działaczem sportowym. Przez wiele lat stał na czele krajowego związku wioślarskiego, był również członkiem Czeskiego Komitetu Olimpijskiego..